# Ібіс-лисоголов південний
Ібіс-лисоголов південний (Geronticus calvus) — рідкісний птах з родини ібісових, поширений у Південній Африці.

## Галерея

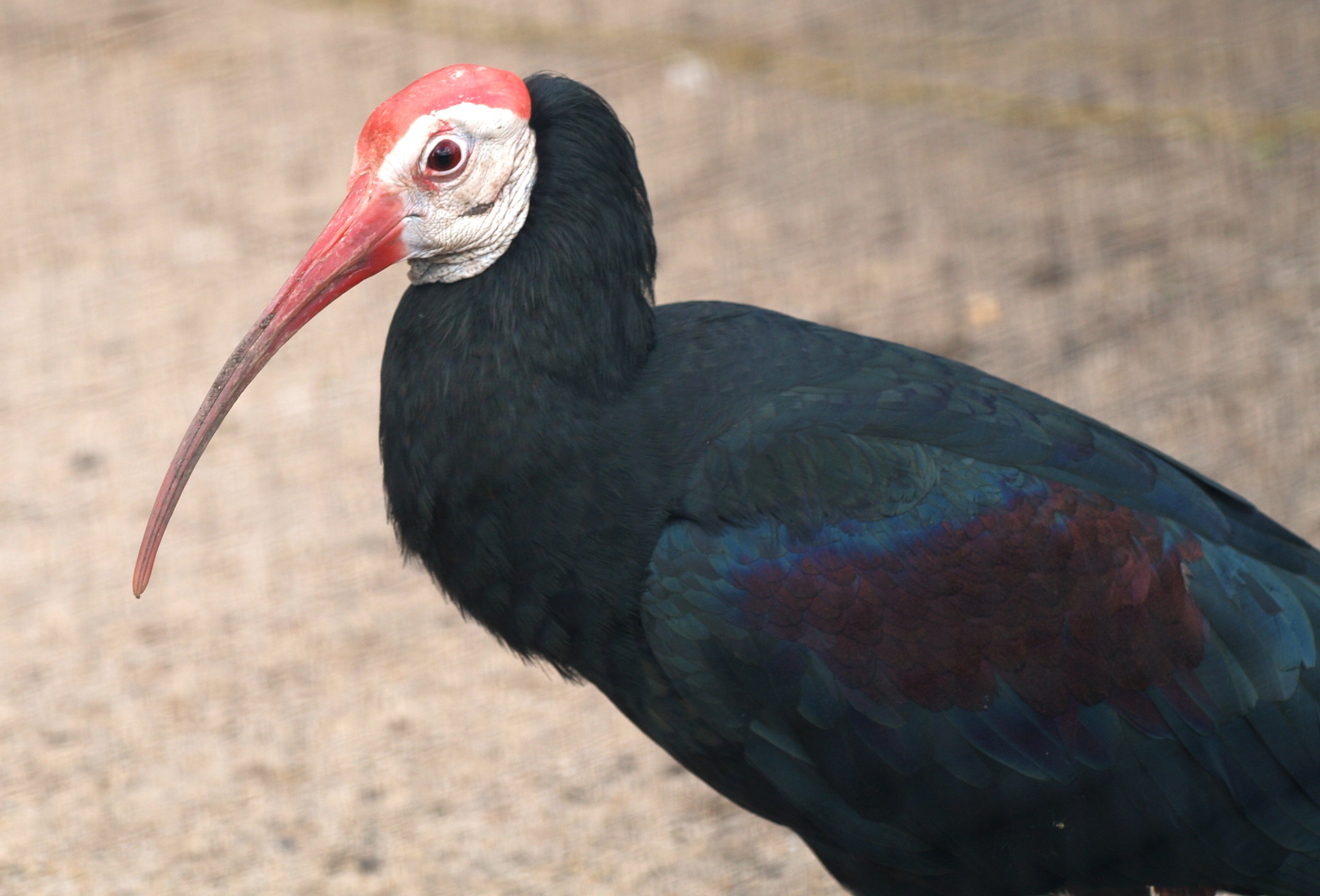
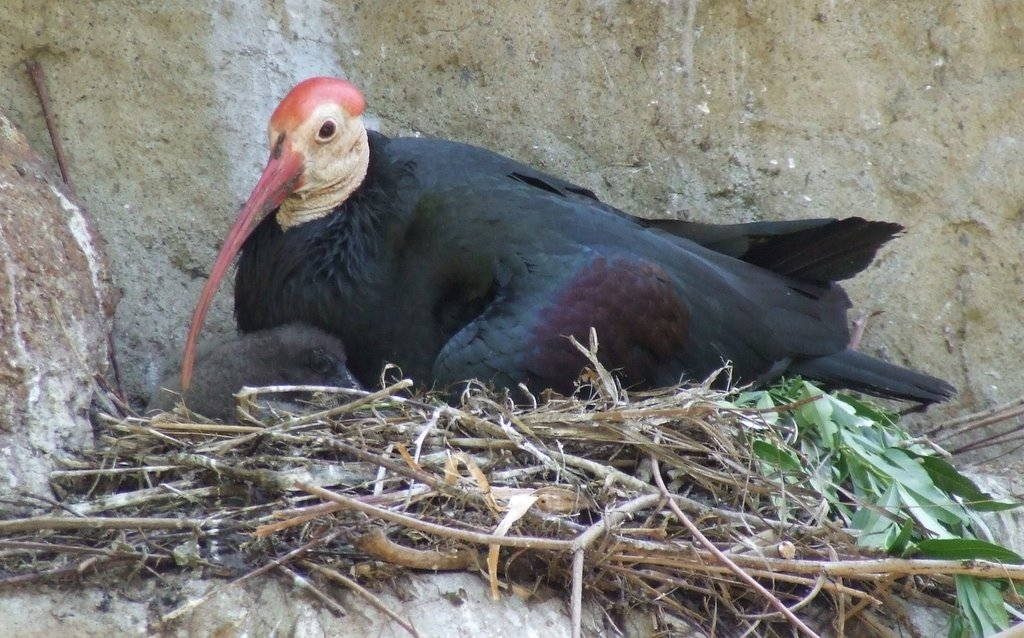

## Опис
Ібіс південноафриканський лисий досягає довжини 80 см, має вагу приблизно 1,3 кг і схожий на інший вид цього роду Geronticus eremita світлим «обличчям», проте у нього відсутній чубчик.

## Поширення
Ібіс-лисоголов південний поширений тільки в гірських регіонах Південної Африки, в Лесото, ПАР та Есватіні, перш за все, він населяє Драконові гори. Птахи віддають перевагу високо розташованим лукам з низькою травою на висоті від 1 200 до 1 850 м над рівнем моря.

## Живлення
Ібіс-лисоголов південний живиться гусінню, жуками, сараною й іншими комахами, рідше молюсками і червами, а також дрібними ссавцями загиблими, ящірками і птахами.

## Поведінка
Як і більшість ібісів цей вид гніздиться у колоніях. У червні вони повертаються до своїх колоній, які часто налічують лише від 2 до 5 птахів, інколи, однак, кілька дюжин гнізд. Самки відкладають в період з початку серпня і до кінця вересня 2 або 3 яйця. У два місяці молоді птахи встають на крило.
Сьогодні популяція ібіса-лисоголова південного налічує приблизно від 7 000 до 10 000 особин.

## Охорона
Ібіс-лисоголов південний включений до додатків І і ІІ Конвенції СІТЕС.